# Katharina Kress
Katharina Kress (* 1979 in Westerland) ist eine deutsche Drehbuchautorin.

## Leben
Katharina Kress studierte zunächst Germanistik, Geografie und Psychologie in Bamberg. Es folgte ab 2008 ein Drehbuch-Studium an der Filmakademie Baden-Württemberg. Für den Kurzfilm Am anderen Ende wurde sie 2009 mit dem First-Steps-Award (Sonderpreis) geehrt. 2013 wurde sie für das Drehbuch zur Literaturverfilmung Scherbenpark mit dem Fritz-Raff-Drehbuchpreis beim Filmfestival Max Ophüls Preis ausgezeichnet.

## Filmografie (Auswahl)
- 2009: Kindeseile (Kurzfilm)
- 2009: Am anderen Ende (Kurzfilm)
- 2010: Kracht
- 2011: Monika
- 2013: Scherbenpark